# Pharotis imogene
Pharotis imogene är en fladdermusart som beskrevs av Thomas 1914. Pharotis imogene är ensam i släktet Pharotis som ingår i familjen läderlappar. IUCN kategoriserar arten globalt som akut hotad. Inga underarter finns listade i Catalogue of Life.
Arten blir 47 till 50 mm lång (huvud och bål), har en 42 till 43 mm lång svans och 37 till 39 mm långa underarmar. Pälsen har en mörkbrun färg. Pharotis imogene liknar arterna av släktet Nyctophilus och båda släkten sammanfattas i ett tribus eller i en underfamilj. Kännetecknande för båda släkten är en hudflik (blad) över näsan. Hos Pharotis imogene är bladet och även öronen större jämförd med Nyctophilus-arterna.
Pharotis imogene upptäcktes under 1890-talet på Nya Guineas östra halvö. Det var en koloni med 45 honor. De följande 100 åren hittades inga fler individer. 1985 fångades en fladdermus och det antogs att den tillhör Pharotis imogene. Senare undersökningar visade att det var en art av släktet Nyctophilus. 2012 startades en ny expedition under ledning av Catherine Hughes för att åter påträffa Pharotis imogene och detta försök var framgångsrik.
Individerna vilar troligen i områden med hårdbladsväxter. Antagligen föredrar denna fladdermus skogar eller trädansamlingar i savanner som habitat.